# Handbuch der Kirchengeschichte
Das Handbuch der Kirchengeschichte ist ein siebenbändiges, in zehn Teilbänden erschienenes Standardwerk der Kirchengeschichte. Es wurde von Hubert Jedin im Herder-Verlag zwischen 1962 und 1979 herausgegeben. An der Erarbeitung waren 48 europäische Fachwissenschaftler beteiligt.

## Konzeption und Herausgabe
An der Konzeption war neben Hubert Jedin (1900–1980) auch noch Theodor Klauser (1894–1984) beteiligt. Sie sollte der historischen Methode folgen, aber auch „eine Geschichte der Kirche in katholischer Sicht“ bieten und war daher nicht als ökumenische Kirchengeschichte angelegt. An der Herausgabe waren auch Jochen Martin und Kenneth Scott Latourette beteiligt.

## Aufbau und Mitarbeiter
- Band I. Karl Baus: Von der Urgemeinde zur frühchristlichen Großkirche, 1962
- Band II/1:  Karl Baus und Eugen Ewig: Die Reichskirche nach Konstantin dem Großen – Die Kirche von Nikaia bis Chalkedon, 1973
- Band II/2: Karl Baus, Hans-Georg Beck, Eugen Ewig und Hermann Josef Vogt: Die Reichskirche nach Konstantin dem Großen – Die Kirche in Ost und West von Chalkedon bis zum Frühmittelalter 451–700, 1975
- Band III/1: Friedrich Kempf, Hans-Georg Beck, Eugen Ewig und Josef Andreas Jungmann: Die mittelalterliche Kirche – Vom kirchlichen Mittelalter zur gregorianischen Reform, 1966
- Band III/2: Hans-Georg Beck, Karl August Fink, Josef Glazik, Erwin Iserloh und Hans Wolter: Die mittelalterliche Kirche – Vom kirchlichen Hochmittelalter bis zum Vorabend der Reformation, 1968
- Band IV: Erwin Iserloh, Josef Glazik und Hubert Jedin: Reformation – Katholische Reform und Gegenreformation, 1967
- Band V: Wolfgang Müller, Heribert Raab u. a.: Die Kirche im Zeitalter des Absolutismus und der Aufklärung, 1970
- Band VI/1: Roger Aubert, Johannes Beckmann, Patrick J. Corish und Rudolf Lill: Die Kirche in der Gegenwart – Die Kirche zwischen Revolution und Restauration, 1971
- Band VI/2: Roger Aubert u. a.: Die Kirche der Gegenwart – Die Kirche zwischen Anpassung und Widerstand 1878 bis 1914, 1973
- Band VII: Gabriel Adriányi u. v. a.: Die Weltkirche im 20. Jahrhundert, 1979

## Bedeutung
Das Handbuch gilt als Klassiker, aber in Methode und Ergebnissen insbesondere in den ersten Bänden als teilweise veraltet.

## Weitere Ausgaben
Nach mehreren durchgesehenen und veränderten Auflagen wurde das Handbuch 1985 in einer aktualisierten Form sowie 1999 in zwei Paperback-Ausgaben publiziert. 2002 erschien es in digitalisierter Form.